# 瓦雷姆 (北部省)
瓦雷姆（法語：Warhem，法語發音：[waʁɛm]）是法国上法蘭西大區北部省的一个市镇，属于敦刻尔克区。

## 地理
瓦雷姆（50°58'34"N, 2°29'35"E）面积27.84 平方千米，位于法国上法蘭西大區北部省，该省份为法国最北部的省份及最长的省份，西北濒北海，西接加来海峡省，南至埃纳省和索姆省，东与比利时接壤。
与瓦雷姆接壤的市镇（或旧市镇、城区）包括：于克塞姆、翁斯科特、瓦米勒、基莱姆、夸迪普尔、雷克斯普德、泰特盖姆-库德凯尔克村、韦斯特卡佩勒、吉费尔德。

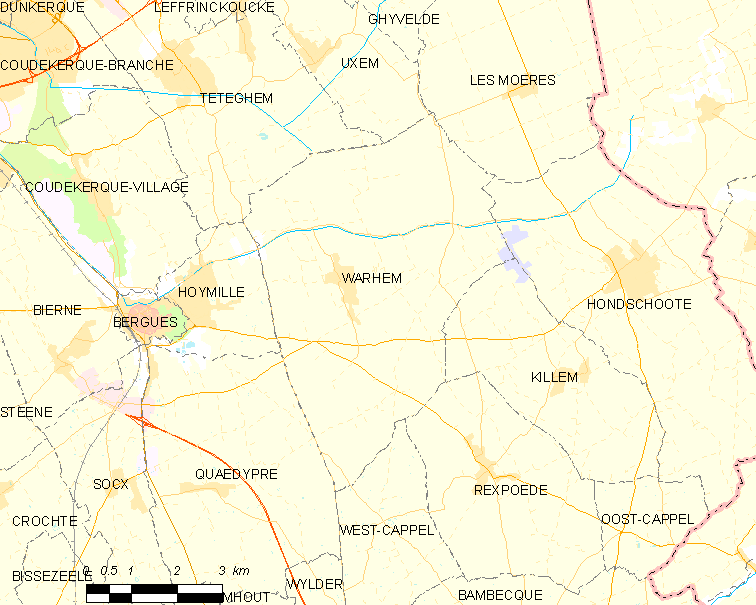
的OSM定位图

瓦雷姆的时区为UTC+01:00、UTC+02:00（夏令时）。

## 行政
瓦雷姆的邮政编码为59380，INSEE市镇编码为59641。

## 政治
瓦雷姆所属的省级选区为沃尔穆特县。

## 人口

1962-2008年间人口变化图示

瓦雷姆于2022年1月1日时的人口数量为2035人。